# 陳棨豪
陳棨豪（英語：Chan Kai Ho Hercules，1993年5月16日—），香港創業家及冥想，催眠治療導師。陳棨豪於荃灣出生和成長，為香港科技大學校友。陳棨豪和搭檔於 2016 發佈手機冥想應用程式Void，為一眾莘莘學子提供一個紓解壓力的平台。陳棨豪於 2017 年參加了第五屆國際發呆比賽台灣站，並贏取冠軍，被冠上發呆王的稱號。

## 經歷
陳棨豪中學曾就讀於荃灣官立中學和保良局姚連生中學。於末代高考失利後，陳棨豪在樹仁大學修讀自資學位的同時，一邊預備香港中學文憑考試。2014年入讀香港科技大學後，陳棨豪於理學院就讀風險管理及商業智能學課程並副修創業學。 2015 年9月，陳棨豪與搭檔陳啟濠開始設計一款名為Void的冥想應用程式，主要幫助用家放鬆。 2016 年，陳棨豪獲得註冊臨床催眠治療師資格。2017 年，Void （页面存档备份，存于） 得到 2017 香港資訊及通訊科技獎（HKICT Awards 2017）中的「最佳學生發明大獎」。同年十二月，陳棨豪遠赴台灣參加第五屆國際發呆比賽，並取得冠軍，榮獲「發呆王」的稱號。2021 年陳棨豪出任了由香港青年協會於西九藝術公園舉辦的發呆大會裁判。

## 獎項
- 2015 
  - TEDxHongKong 講者 (Be Smarter)[6]

- 2016 
  - 2016 Microsoft Imagine Cup 2016香港區「世界公民」組別 亞軍 （页面存档备份，存于）
  - 粵港ICT青年創業計劃2015/16 獲資助項目 （页面存档备份，存于）

- 2017 
  - 香港資訊及通訊科技獎（HKICT Awards 2017）「最佳學生發明大獎」[7] [8]
  - 2017 好薈社種子基金計劃獲資助項目 （页面存档备份，存于）
  - 社會創新及創業發展基金 獲資助方案 （页面存档备份，存于）
  - 香港社會企業挑戰賽 最創新意念獎 （页面存档备份，存于）
  - 國際發呆比賽冠軍（台灣站）[9]

- 2018 
  - Generation T List 入選者[10]
  - 2018 信和百萬元創業大賽 展覽獎 & 學生團體獎 （页面存档备份，存于）
  - 2018 香港科大百萬獎金 國際創業大賽全國總決賽 - 紅鳥獎 （页面存档备份，存于）

## 廣告作品
- 2018年
  - J2 [11]敢就係態度 - 發呆王，呆出國際

- 2020年
  - Tempur （页面存档备份，存于） Hong Kong 床褥代言人[12]
  - 香港100 - 越野跑 X 步行冥想[13]

## 外部連結
陳棨豪 Youtube Channel （页面存档备份，存于）